# Corgatha costinotalis
Corgatha costinotalis là một loài bướm đêm trong họ Erebidae.